# Віжомлянська сільська рада
Віжомлянська сільська рада — колишній орган місцевого самоврядування у Яворівському районі Львівської області. Адміністративний центр — село Віжомля.

## Загальні відомості
Віжомлянська сільська рада утворена в 1939 році.
Територією ради протікають річки Щан, Глинець.

## Населені пункти
Сільській раді були підпорядковані населені пункти:
- с. Віжомля
- с. Глинець
- с. Новосілки
- с. Чорнокунці
- с. Щиглі

## Склад ради
Рада складалася з 16 депутатів та голови.

### Керівний склад попередніх скликань
| ПІБ                      | Основні відомості                                                 | Дата обрання | Дата звільнення |
| ------------------------ | ----------------------------------------------------------------- | ------------ | --------------- |
| Біловус Іван Андрійович  | Сільський голова, 1948 року народження, безпартійний              | 26.03.2006   | 31.10.2010      |
| Драбчук Оксана Дмитрівна | Сільський голова, 1968 року народження, освіта вища, позапартійна | 31.10.2010   |                 |

Примітка: таблиця складена за даними джерела